# 단양고등학교
단양고등학교(丹陽高等學校)는 대한민국 충청북도 단양군 단양읍 도전리에 있는 공립 고등학교이다.

## 학교 연혁
- 1969년 3월 15일 : 단양여자고등학교 개교
- 1984년 11월 19일 : 단양고등학교로 학칙변경
- 1985년 5월 18일 : 현 위치로 교사 이전
- 2004년 10월 5일 : 단백학사 준공
- 2020년 3월 1일 : 제25대 공모 교장 이정도 취임
- 2022년 12월 31일 : 2022. 고교학점제 도입 기반 조성 연구학교 유공 학교(충북교육감)
- 2024년 2월 8일 : 제53회 졸업생 121명, 졸업생 누계 9,626명
- 2024년 3월 4일 : 2024학년도 신입생 115명 입학

## 참고 자료
- 단양고등학교 - 한국교육학술정보원 학교알리미